# Maumoon Abdul Gayoom
Maumoon Abdul Gayoom (n. 29 decembrie 1937, Malé, Maldive) este un politician, diplomat din Insulele Maldive, care a ocupat, între 1978 și 2008, funcția de al 3-lea președinte al acestei țări.
A servit anterior ca ministru al Transporturilor din 1977 până în 1978 și ca Reprezentant Permanent al Maldivelor la Națiunile Unite din 1976 până în 1977. După ce a ocupat șase mandate prezidențiale, Gayoom a devenit cel mai longeviv președinte din Asia.
Gayoom s-a născut și a crescut în Malé. După ce a absolvit Universitatea Ahmadu Bello din Nigeria, s-a întors în Maldive în 1971 și a lucrat ca profesor la Școala Aminiya. A fost apoi numit manager al Departamentului de Transporturi al guvernului. Gayoom a fost plasat în arest la domiciliu în 1973 pentru că a criticat politicile președintelui de atunci, Nasir. A fost mai târziu exilat în Makunudhoo timp de patru ani, dar a fost eliberat cinci luni mai târziu, ca parte a unei amnistii, în urma realegerii lui Nasir pentru un al doilea mandat. În 1974, a fost arestat din nou pentru criticile sale continue la adresa politicilor lui Nasir, dar după 50 de zile în închisoare, a fost eliberat și, în 1975, numit subsecretar special în Biroul Prim-ministrului. Gayoom a servit mai târziu ca ambasador adjunct al Maldivelor în Sri Lanka și a fost numit ministru adjunct al transporturilor sub ministrul Hassan Zareer. După ce a ocupat funcția de ministru adjunct, a fost numit Reprezentant Permanent al Maldive la Națiunile Unite în 1976. După vacanța postului de ministru al transporturilor, Gayoom a fost numit în această funcție. Deoarece președintele Nasir a ales să nu candideze pentru un nou mandat, o votare în Majlisul Cetățenilor l-a selectat pe Gayoom ca fiind candidatul. În iulie 1978, Gayoom a câștigat referendum-ul prezidențial cu 92,96% din voturi.

## Tinerețea
Maumoon Abdul Gayoom s-a născut Abdulla Maumoon Khairi pe 29 decembrie 1937, în casa tatălui său din Malé, Maldive. A fost primul copil al lui Abdul Gayoom Ibrahim și Khadheeja Moosa și al zecelea copil al lui Abdul Gayoom. Tatăl său a fost avocat și al 7-lea Procuror General al Maldive între 1950 și 1951. Gayoom este descendent al dinastiilor Hilaalee și Dhiyamigili, având origini arabe și africane.

### Educație
La vârsta de zece ani, Gayoom a primit o bursă guvernamentală pentru a studia în Cairo, Egipt, în 1947. Din cauza Războiului Arab–Israelian din 1948, a stat în Colombo, Sri Lanka, timp de doi ani și jumătate, unde a studiat la Colegiul Buona Vista din Galle și la Royal College din Colombo. Gayoom a ajuns în Cairo pe 6 martie 1950, la vârsta de doisprezece ani, la ora 4:00. La sosirea sa în Cairo, s-a înscris la Universitatea Al-Azhar, unde a obținut atât diploma de licență, cât și masteratul în Dreptul Islamic și Sharia. Gayoom și-a identificat domeniul de cercetare pentru teză și a prezentat o propunere, care a fost acceptată de universitate, ceea ce a dus la înregistrarea sa ca student la doctorat.
Cu toate acestea, atunci când guvernul lui Ibrahim Nasir a recunoscut Israelul și a stabilit relații diplomatice, Gayoom a exprimat o opoziție puternică printr-o scrisoare adresată lui Nasir. Ca urmare, a fost interzis să intre în Maldive și a fost inclus pe o listă neagră a guvernului, fiind nevoit să trăiască în străinătate timp de douăzeci și patru de ani. În timpul petrecut la Universitatea Al-Azhar, Gayoom a studiat timp de șase luni limba arabă și ulterior a devenit cadru didactic, absolvind în 1966. De asemenea, a obținut un certificat de nivel secundar în limba engleză de la Universitatea Americană din Cairo.
După căsătoria cu Nasreena Ibrahim în 1969, Gayoom s-a alăturat Universității Ahmadu Bello din Zaria, Nigeria, unde a lucrat ca lector în Studii Islamice.